# Gukesh Dommaraju
Gukesh Dommaraju (även känd som Gukesh D eller Gukesh), född 29 maj 2006 i Chennai i Tamil Nadu, är en indisk stormästare i schack och sedan 2024 regerande världsmästare. Gukesh är den tredje yngsta stormästaren genom tiderna, den yngsta spelaren att nå en elo-ranking på 2750, samt den yngsta vinnaren av kandidatturneringen till VM någonsin. Efter vinst i VM sent 2024 är han även yngste världsmästaren i schack genom tiderna.

## Biografi

### Tidiga år
Gukesh kommer från en telugisk familj, och föddes den 29 maj 2006 i Chennai, Tamil Nadu i Indien. Hans far är öron-, näs- och halskirurg och hans mor är mikrobiolog.
Han studerar vid Velammal Vidyalaya-skolan i Mel Ayanambakkam, Chennai. Från staden Chennai kommer även Viswanathan Anand, femfaldig tidigare världsmästare i schack.

### Schackkarriär
Han ansågs tidigt i sin karriär vara ett schackunderbarn. Bland hans tidiga framgångar kan nämnas en vinst i Under-12-VM, liksom fem guldmedaljer vid asiatiska ungdomsschackmästerskapen.
2022 fick Gukesh stor uppmärksamhet när han som 16-åring vann det individuella guldet vid schack-OS. Under turneringen nådde han 9 av 11 möjliga poäng vid 11 matcher, vilket hjälpte Indien fram till lagbronset i tävlingarna. Samma år passerade han 2700 i Elo-rating, som den tredje yngste spelaren genom tiderna (endast äldre än Wei Yi och Alireza Firouzja). Året därpå nådde Gukesh till 2750 på ratingen, då som yngst av spelare genom tiderna.
I september 2023 rankades Gukesh som åtta i världen. Detta innebar samtidigt att han passerade Viswanathan Anand i ratingen och dennes 37-år långa placering som Indiens topprankade schackspelare. Under året slutade Gukesh tvåa i tävlingsserien FIDE Circuit, något som garanterade honom en plats i kommande års kandidatturnering inför VM senare på året.
Vid VM i schack i Singapore under senhösten 2024 besegrade Gukesh regerande världsmästaren Ding Liren med 7½ mot 6½. Därmed blev han även den yngsta världsmästaren genom tiderna, fyra år yngre än Garri Kasparov som 1985 tog sin VM-titel vid 22 års ålder. Gukesh var inte favorit om titeln, efter att de fem tidigare mötena mellan de två slutat i tre remier och två vinster för Ding.